# بوفوا (باد كاليه)
بوفوا، باد كاليه (بالفرنسية: Beauvois, Pas-de-Calais)‏ هي بلدية تقع في إقليم باد كاليه من منطقة نور با دو كاليه في شمال فرنسا. تبلغ مساحة هذه المدينة 2.68 (كم²)، وترتفع عن سطح البحر 119 م، يبلغ عدد سكانها 136 نسمة حسب إحصاء المعهد الوطني للإحصاء والدراسات الاقتصادية سنة 2009 م. وترأس Pierre Bollart البلدية خلال فترة (2008-2014).